# Варшавская мелодия (спектакль МДТ)
«Варшавская мелодия» — спектакль Академического Малого Драматического театра — Театра Европы, поставленный режиссёрами  Львом Додиным и Сергеем Щипициным в 2007 году по пьесе Леонида Зорина «Варшавская мелодия». Премьера состоялась 13 июня 2007 года в Санкт-Петербурге на основной сцене Академического Малого Драматического театра.

## О спектакле
«Варшавская мелодия» — выпускной спектакль студентов Санкт-Петербургской государственной академии театрального искусства (курс  Л. А. Додина) 2007 года. Как и основной спектакль курса "Жизнь и судьба", был включен в репертуар  Малого Драматического театра.
«Варшавская мелодия» — мелодрама о любви Виктора и Гели. Он прошёл войну и теперь студент, она - тоже студентка, польская певица. История их любви, разрушенная законом советской власти о запрете брака с иностранцами, проходит сквозь года от первого знакомства до последнего взгляда друг на друга. В спектакле использована музыка Фредерика Шопена, Хенрика Варса, Марка Фрадкина и песни на стихи Юлиана Тувима, Евгения Долматовского.
Подробнее про создание спектакля можно почитать в книге Ольги Егошиной "Театральная утопия Льва Додина" (М: Новое литературное обозрение, 2014) - с.194-195 и в книге Валерия Галендеева "Лев Додин: Метод. Школа. Творческая философия" (СПб: изд-во СПБГАТИ, 2013) - с.107-109.

## Создатели спектакля
- Художественный руководитель постановки — Лев Додин
- Художник — Алексей Порай-Кошиц (с использованием идеи Давида Боровского)
- Режиссёр — Сергей Щипицин
- Художник по костюмам — Ирина Цветкова
- Художник по свету — Глеб Фильштинский
- Педагоги-репетиторы — Михаил Александров, Юрий Васильков, Валерий Галендеев, Юрий Хамутянский

## Действующие лица и исполнители
- Геля — Уршула Малка
- Виктор — Данила Козловский, Евгений Санников (17 июня 2017 года — первое исполнение)

## Гастроли
- 2007 - Кириши
- 2008 - Москва, Норильск

## Отзывы о спектакле
- "Алексей Порай-Кошиц (с использованием идеи Давида Боровского) очень много сказал своим оформлением. На тонконогих пюпитрах, расставленных по белой «зимней» сцене, лежат нотные листы с разными мелодиями — выбирай любую и исполняй музыку своей жизни." (Марина Дмитревская)
- "Этот спектакль хочется долго-долго описывать. Их беседы-пикировки, танцы, первую ночь в канун 1947 года. И особо - длинную сцену, где Гелена рассказывает Виктору, что вышел указ о запрете на браки с иностранцами." (Ольга Егошина)

## Пресса о спектакле
- Роман Должанский. Польская нота. // газета «Коммерсантъ», 16 июня 2007.
- Марина Дмитревская. «Того уж не вернёшь…» // Петербургский театральный журнал. — № 3’2007.
- Анастасия Арефьева. «Варшавские мелодии» с вариациями. // Петербургский театральный журнал. — № 3’2011.
- Денис Кожевников. Мелодия на все времена. // газета «Заполярный вестник», 22 мая 2008.
- Ольга Егошина. "Он женат, она замужем.""Новые известия", 27.06.2007
- Глеб Ситковский. "Жизнь как по нотам." "Газета", 19.06.2007